# Анна Маццамауро
Анна Марія Маццамауро (італ. Anna Mazzamauro, нар. 1 грудня 1938, Рим) — італійська акторка, телеведуча й співачка. Єдина акторка у світі, яка виконала головну роль у виставі «Сірано де Бержерак». Відома і як майстриня дубляжу іноземних фільмів.  

## Біографія
Народилася 1 грудня 1938 року (за іншими джерелами 1944-го) в Римі, Лаціо, Італія.   
Закінчила драматичну школу. Наприкінці 1960-х виступала у власному експериментальному театрі "Il Carlino". У 1966 році дебютувала в ролі синьйори Делігард в серіалі "Le inchieste del commissario Maigret". На великому екрані вперше з'явилася у фільмі Массімо Франкіоза "Pronto ... c'è una certa Giuliana per te" (1967). Прославилася як синьйорина Сільвана в серії знаменитих кінокомедій "Фантоцці" (1975-2000), де виступила партнеркою італійського коміка Паоло Вілладжо. Акторка широкого акторського діапазону, з успіхом виконувала як характерні, так і драматичні ролі.   
На початку 70-х років Маццамауро виступала з акторами Ліно Банфі і Оресте Ліонелло в багатьох театральних кабаре, де він предствляв серію жіночих сатиричних і комічних персонажок.   
Продовжувала виступати на театральній сцені, особливий успіх мав спектакль "Raccontare Nannarella", присвячений італійській акторці та сценаристці Анні Маньяні. Анна Маццамауро — єдина акторка у світі, яка виконала головну роль у виставі «Сірано де Бержерак». У 80-ті роки виступала і як виконавиця пісень. Відома і як майстриня дубляжу іноземних фільмів.   
1970 року народила дочку Гвендолін.

## Джерело
- Біографія акторки [Архівовано 7 вересня 2014 у Wayback Machine.]